# Malik Ambar

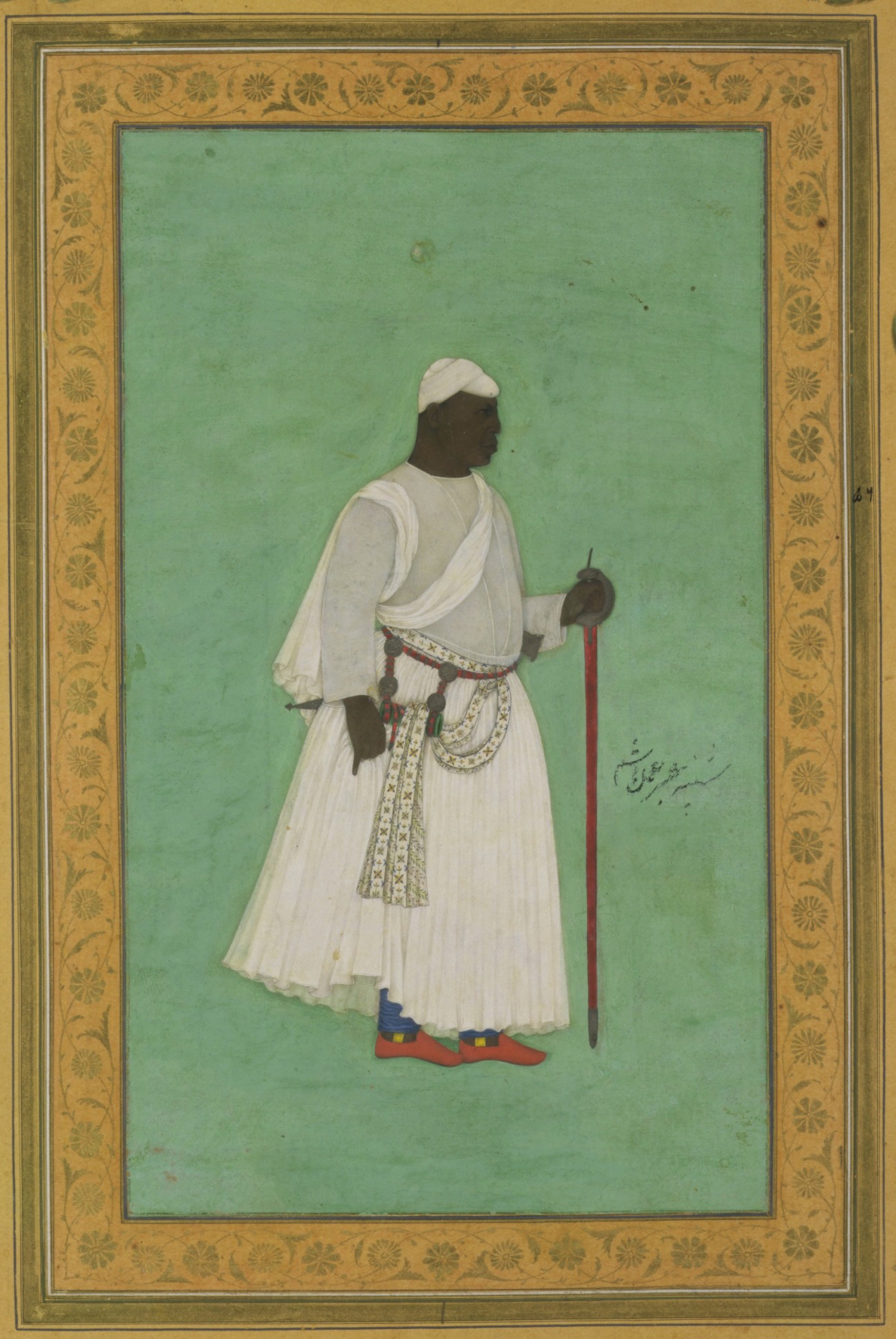
Porträt Malik Ambars durch den Miniaturmaler Haschim (um 1620)

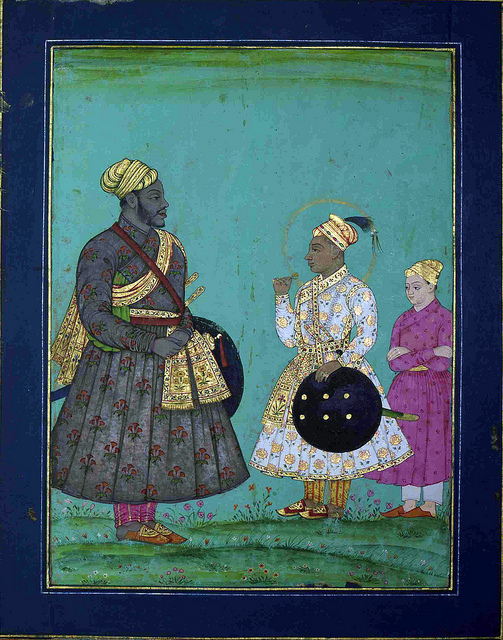
Malik Ambar (l.) und Murtaza Nizam Shah II.

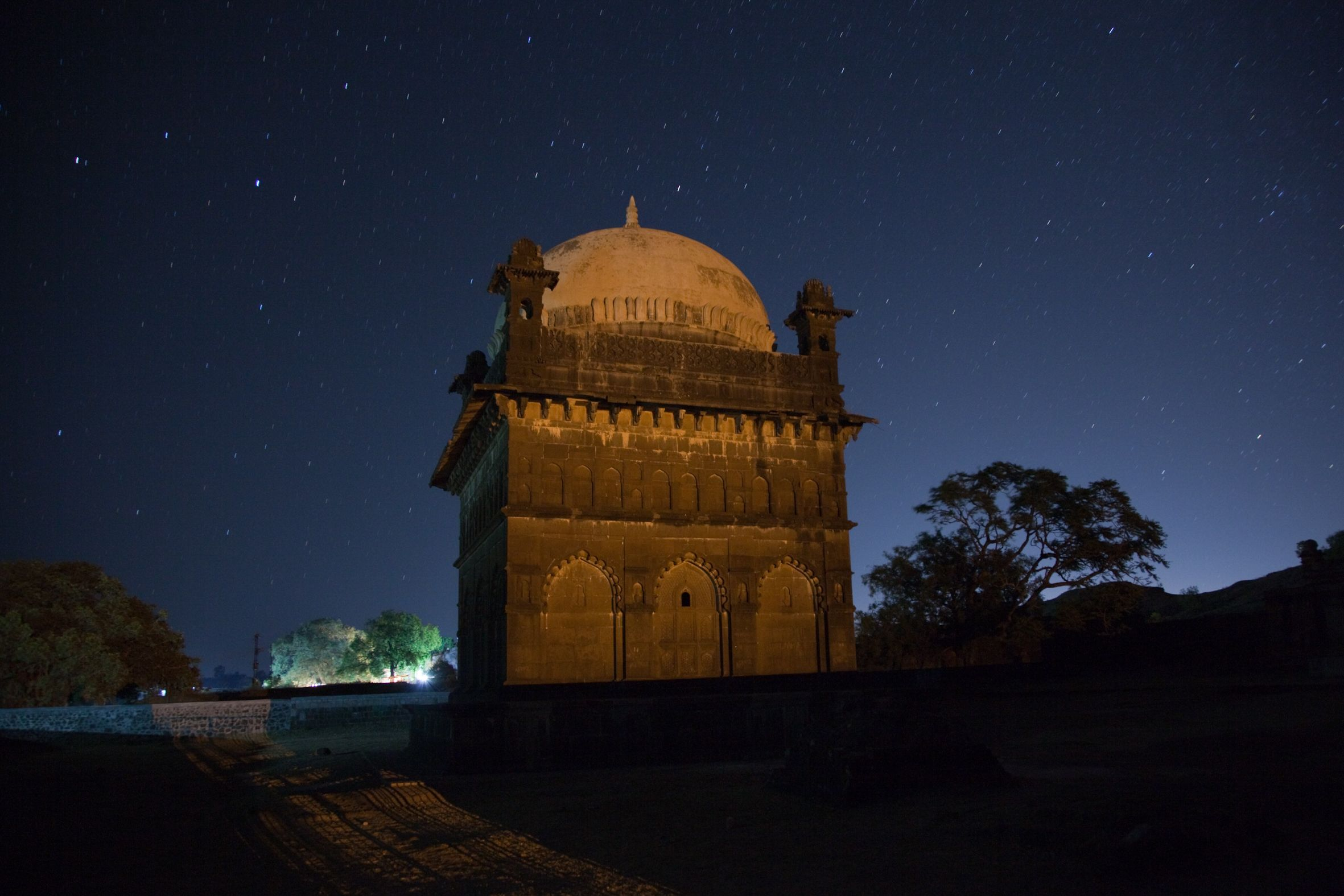
Malik Ambars Mausoleum in Khuldabad

Der afrikanisch-stämmige dunkelhäutige Malik Ambar (* 1549 im Sultanat Adal östlich von Harar, Äthiopien; † 1626) war Peshwa (Erster Minister) des Sultanats Ahmadnagar im heutigen Bundesstaat Maharashtra in Indien.

## Leben
Als Kind wurde Chapu, wie er ursprünglich hieß, von seinen Eltern aus Not in die Sklaverei verkauft. Über den Jemen, Damaskus und Mekka gelangte er mit arabischen Sklavenhändlern nach Indien, wo er im Jahr 1570 in den Besitz von Chengiz Khan kam, dem Ersten Minister von Ahmadnagar. Chengiz Khan, selbst ein gebürtiger Äthiopier (in Indien Siddi oder Habshi genannt), wurde Malik Ambars Lehrer. Nach dem Tod Chengiz Khans (ca. 1594) schenkte dessen Witwe ihm die Freiheit.
Es gelang Malik Ambar, eine kleine unabhängige Streitmacht von zunächst etwa 150 Männern aufzustellen, die sich im Dekkan lokalen Herrschern als Söldnertruppe anbot. So unterstützte er die Regentin Chand Bibi bei der Verteidigung von Ahmadnagar gegen Angriffe der Moguln. Um das Jahr 1600 war seine Söldnertruppe auf über 1000 Mann angewachsen und zwanzig Jahre später kommandierte er annähernd 50.000 Soldaten. Davon waren ca. 40.000 Hindu-Krieger – überwiegend Marathen – und 10.000 muslimische Sklaven aus Ostafrika.
Schließlich diente er der Nizam-Shahi-Dynastie im Sultanat Ahmednagar überaus erfolgreich als Erster Minister und stellte in dieser Funktion seine vielfältigen politischen und administrativen Fähigkeiten unter Beweis. Als militärischer Führer gelang es ihm auch, mit Guerilla-Taktiken, die er entwickelt hatte und erfolgreich einsetzte, die Macht der dominierenden Moguln und des konkurrierenden Staates Bijapur einzuschränken und so den Niedergang der Nizams vom Ahmadnagar hinauszuschieben. Er war ein militärisches Genie und bot sowohl dem übermächtigen nordindischen Großmogul Akbar I. als auch dessen Sohn Jahangir wiederholt erfolgreich Paroli. Seine rechte Hand war der Marathenführer Maloji, ein Großvater von Shivaji. Ein weiterer militärischer Führer an seiner Seite war Shahji Bhonsle, der die mobilen Marathen-Einheiten trainierte. Malik Ambar unterstützte Shah Jahan, einen Enkel Akbars, dabei, sich in Delhi gegen dessen ehrgeizige Stiefmutter Nur Jahan durchzusetzen. Doch genau dieser Shah Jahan war es, dessen Truppen im Jahr 1633, also sieben Jahre nach dem Tod Malik Ambars, dem Sultanat von Ahmednagar ein Ende bereiteten.
Malik Ambar gründete die Stadt Khadki, später umbenannt in Aurangabad. Die Stadtviertel von Khadki benannte er nach großen Marathenführern wie Malpura, Khelpura, Vithapura, Mariuseva etc. Er legte ein geniales Bewässerungssystem an und war ein erfolgreicher Administrator. Malik Ambar war auch zur See erfolgreich; er ernannte einen seiner zahlreichen äthiopischen Gefolgsleute zum Admiral und begründete damit die Herrschaft der Nawab-Siddis im Küstenstaat Murud-Janjira. Er hatte früh Kontakt zu den Briten, die – erfolglos – starkes Interesse zeigten, von Janjira aus Handel zu treiben.

## Verehrung
Von den Siddi, den in Indien lebenden (Nachfahren von) Äthiopiern, wird er auch heute noch verehrt. Ein Dichter verglich ihn mit Bilal al-Habaschi, der – Schwarzafrikaner wie Malik Ambar – Begleiter und Inspirationsquelle des Propheten Mohammed war. Der Dichter schrieb:
Vor langer Zeit lebte Bilal, Diener des heiligen Sendboten Gottes,
tausend Jahre dauerte es dann, bis Malik Ambar kam.

## Nachfolge
Malik Ambar hatte zwei Söhne, Fatteh Khan und Changiz Khan. Fatteh Khan folgte seinem Vater als Regent von Ahmadnagar nach.